# 고불사 불조역대통재 권1~12
고불사 불조역대통재 권1~12(古佛寺 佛祖歷代通載 券一~十二)는 부산광역시 기장군 철마면 고불사에 있는 1576년에 쌍봉사에서 간행한 것이다. 닥종이[楮紙]에 인쇄한 목판본으로 전체 22권 중 권1~12의 12권6책 결본(缺本)이다. 2009년 5월 29일 부산광역시의 유형문화재 제206호로 지정되었다.

## 개요
'불조역대통재'는 중국 원(元)의 임제종(臨濟宗) 승(僧)인 매옥 염상(梅屋念常, 1282~1341)이 석가여래 탄생부터 1333년(원통(元統) 원년)까지의 역대 왕조와 황실, 신료(臣僚), 불교의 흥폐(興廢), 불교계의 활동, 불교 관련 서적, 역경(譯經), 유(儒)·불(佛)·도(道)의 관련 사항 등을 선종(禪宗)의 관점에서 기술한 불교 역사서이다. 서명은 줄여서 '불조통재', '역대통재', '통재' 등으로도 불린다.
고불사 소장 '불조역대통재'는 1576년에 쌍봉사에서 간행한 것이다. 닥종이[楮紙]에 인쇄한 목판본으로 전체 22권 중 권1~12의 12권6책 결본(缺本)이다. 본문의 구성을 보면, 권1은 과거칠불(過去七佛)의 게송(偈頌)과 불교의 우주관·세계관을 설명하는 항목으로 구성되어 있고, 권2는 석가 탄생 이전까지의 중국 전설상의 제왕과 성인이 소개되어 있으며, 권3 이하는 석가 출생 이후의 역사를 서술했는데, 1333년까지의 중국 역대 제왕의 연대기에 따라 불교의 사적(事蹟)이나 고승(高僧)의 전기(傳記)를 기술했다. 각 권의 권말과 권미에도 간행과 관련된 기록들이 많이 있다. 먼저 1430년의 중간과 관련해서는 각 해당 권(卷)의 간행에 참여한 승려들의 이름은 권1~8·11·12의 권말이나 권미에 각각 있고, 간행사실은 권1의 권미에 있다. 간행사실은 ‘선덕 오년 세차 경술 십월 초길일 대자은사 수좌비구 광의 홍흥 근모중연 중간유통(宣德五年歲次庚戌十月初吉日 大慈恩寺首座比丘廣議洪興 謹募衆緣 重刊流通)’으로 되어 있어 1430년 10월 초하룻날 대자은사의 수좌비구인 홍흥이 모연(募緣)하여 중간해서 유통시켰음을 알 수 있다. 그리고 이 판본의 간행과 관련해서는 각 권의 간행에 시주한 사람들의 명단[시주질]은 권3~6·9의 권미에, 간기와 연화질은 권5의 권미에 있다.
고불사 소장 '불조역대통재'에는 이 판본의 간행 사항뿐만 아니라 1430년 선덕본의 간행 사항도 많이 기록되어 있어서 두 시기의 불교 서적 간행 상황을 파악하는데 매우 도움이 되는 귀중한 자료이다. 비록 결본이고 후쇄본이기는 하나, 임진왜란 이전에 새겨진 오래된 판본이고 보존 상태도 매우 좋은 편이다.

## 같이 보기
- 불조역대통재

## 참고 문헌
- 고불사 불조역대통재 권1~12 - 국가유산청 국가유산포털